# Ischnoptera angustifrons
Ischnoptera angustifrons es una especie de cucaracha del género Ischnoptera, familia Ectobiidae. Fue descrita científicamente por Hebard en 1916.
Habita en Perú.